# Карл фон Рехберг
Карл фон Рехберг; Карл Мария Баптист Йохан Непомук Тадеус Блазиус фон Рехберг и Ротенльовен (на немски: Karl Maria Johann Baptist Johann Nepomuk Thaddäus Blasius von Rechberg-Rothenlöwen; * 2 февруари 1775, дворец Донцдорф; † 6 януари 1847, Мюнхен) от благородническия швабски род Рехберг, е граф фон Рехберг и Ротенльовен цу Хоенрехберг (при Швебиш Гмюнд), домхер в Аугсбург (1794), домхер във Фрайзинг (1795), домхер в Бриксен (1797 – 1830), баварски кемерер и оберст-дворцов майстер.

## Произход
Той е син (от 14 деца) на фрайхер (от 1810 граф) Максимилиан фон Рехберг (1736 – 1819) и съпругата му фрайин Валпурга Мария Терезия Геновефа фон и цу Зандицел (1744 – 1818), дъщеря на фрайхер Максимилиан Емануел Франц Йохан Поликарп Зандицел (* 1702) и графиня Максимилиана Мария Моравитцка фон Руднитц.
Брат му Алойз фон Рехберг (1766 – 1849) е от 1817 г. баварски министър на външните работи, а брат му баварският генерал Антон фон Рехберг (1776 – 1837) се жени в пфалцската линия на Вителсбахите.
Карл фон Рехберг умира бездетен на 71 години на 6 януари 1847 г. в Мюнхен.

## Фамилия
Карл фон Рехберг се жени във Винцинген на 14 октомври 1830 г. за фрайин Хиполита фон Пелкхофен (* 13 август 1813; † 22 януари 1895, Мюнхен), дъщеря на фрайхер Йохан Непомук фон Пелкхофен († 1830) и графиня Хиацинта фон Спрети (1777 – 1868). Бракът е бездетен.